# Botafogo FR
A Botafogo de Futebol e Regatas (rövidebb nevén Botafogo) egy 1904-ben alapított brazil labdarúgócsapat, melynek székhelye Rio de Janeiróban található. A klub színei: fekete és fehér. Hazai mérkőzéseit a Maracanã-ban, vagy a Nílton Santos stadionban játssza.

## Történelem
Az első barátságos mérkőzésüket október 2-án a Football and Athletic Club ellen játszották és 3-0-s vereséggel végződött a Tijucai kirándulás. 1905. május 21-én, második mérkőzésükön azonban már győzni tudtak 1-0 arányban a Petropolitano ellen és a Botafogo történetének első találatát Flávio Ramos jegyezte.

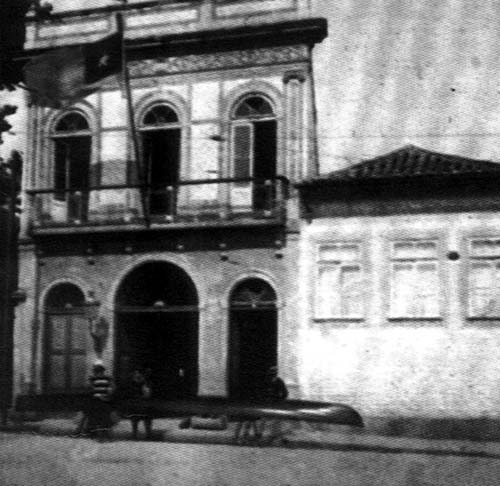
A klub első székháza

1906-ban helyezhették első trófeájukat a székházukba, melyet a Caxambu Kupa (Rio de Janeiro első bajnoksága volt) megnyerésével szereztek. Még ugyanebben az évben rendezték meg az első Carioca állami bajnokságot is, ahol viszont csak a negyedik helyen tudtak végezni.

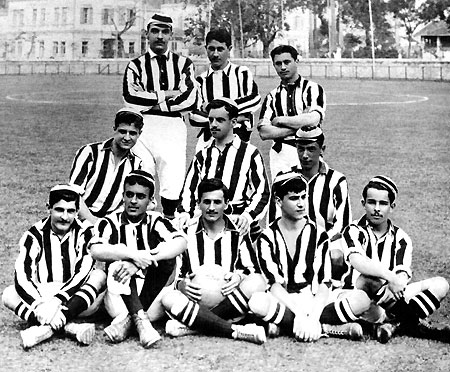
Az 1907-es Carioca bajnokcsapat.

Egy évvel később, 1907-ben szerezték meg első állami bajnoki címüket, megosztva a Fluminensével. 1909. május 30-án 24-0-ra nyertek a Mangueira ellen, ami a mai napig a brazil labdarúgás hivatalos mérkőzéseken elért legnagyobb arányú győzelme.
1910 és 1912 is állami címet hozott, utána viszont 18 évnyi csend következett egészen 1930-ig, amikor a negyedik Carioca trófeájukat nyerték. A 30-as évek közepéig az állam legerősebb együttese volt a fekete-fehér alakulat, 1932-1935-ig egymás után négy bajnoki címet szereztek.
1942. december 8-án egyesültek a helyi evezős klubbal és felvették a Botafogo de Futebol e Regatas nevet.

## Sikerlista

### Hazai
- 2-szeres bajnok: 1968, 1995

### Állami
- 21-szeres Carioca bajnok: 1907*, 1910, 1912, 1930, 1932, 1933, 1934, 1935, 1948, 1957, 1961, 1962, 1967, 1968, 1989, 1990, 1997, 2006, 2010, 2013, 2018
- 4-szeres Torneio Rio-São Paulo győztes: 1962, 1964, 1966, 1998
- 8-szoros Taça Guanabara győztes::1967, 1968, 1997, 2006, 2009, 2010, 2013, 2015
- 9-szeres Taça Rio győztes: 1975, 1976, 1989, 1997, 2007, 2008, 2010, 2012, 2013

*Megosztva a Fluminensével.

### Nemzetközi
- 1-szeres CONMEBOL kupa győztes:  1993
- 1-szeres Teresa Herrera-kupa győztes:  1996
- 1-szeres Copa Libertadores győztes:  2024

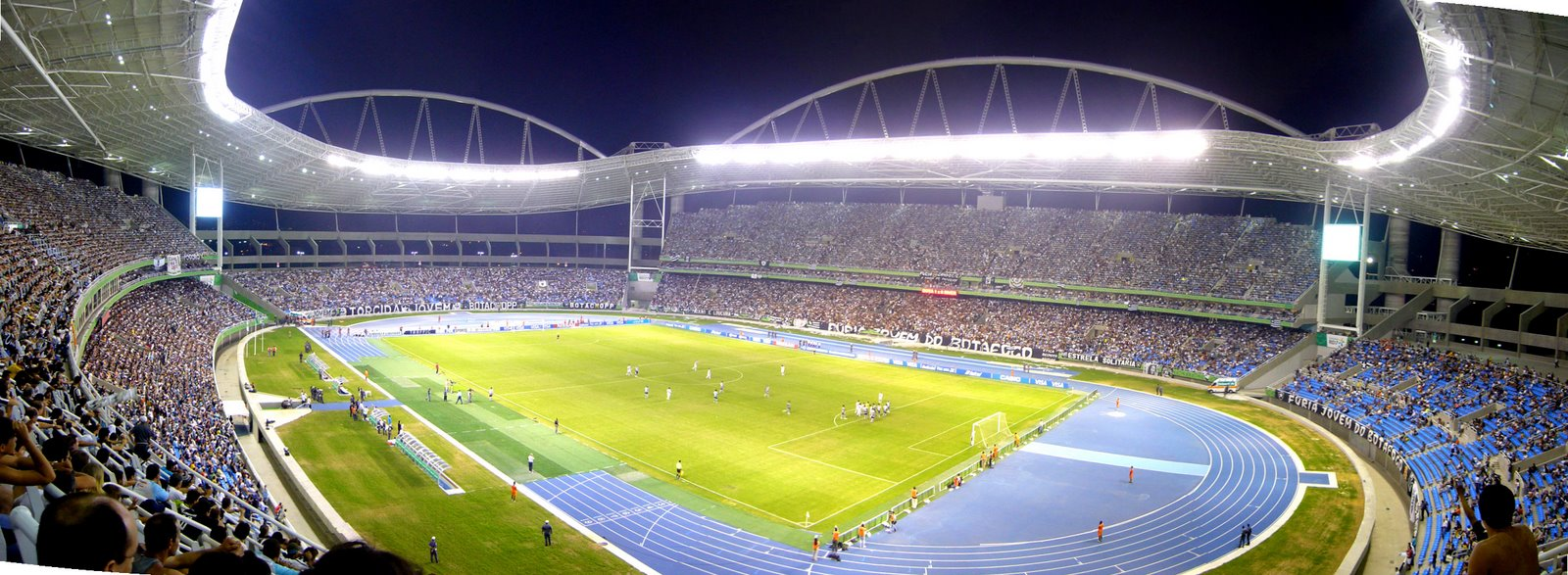
A 2007-ben felújított Nílton Santos stadion.

## Jelenlegi keret
2024. szeptember 4-én
| #  |          | Poszt | Név                                      |
| -- | -------- | ----- | ---------------------------------------- |
| 30 | Brazil   | K     | Lucas Barretto                           |
| 1  | Paraguay | K     | Gatito Fernández                         |
| 12 | Brazil   | K     | John                                     |
| 97 | Brazil   | K     | Raul                                     |
| 34 | Brazil   | V     | Adryelson (kölcsönben a Lyon csapatától) |
| 20 | ARG      | V     | Alexander Barboza                        |
| 15 | Angola   | V     | Bastos                                   |
| 5  | Brazil   | V     | Diego Giaretta                           |
| 66 | Brazil   | V     | Cuiabano                                 |
| 3  | Brazil   | V     | Lucas Halter                             |
| 16 | Brazil   | V     | Hugo                                     |
| 38 | Brazil   | V     | Jefferson Maciel                         |
| 21 | Brazil   | V     | Marçal                                   |
| 91 | Brazil   | V     | Pablo (kölcsönben a Flamengo csapatától) |
| 4  | Uruguay  | V     | Mateo Ponte                              |
| 2  | Brazil   | V     | Rafael                                   |
| 13 | Brazil   | V     | Alex Telles                              |
| 22 | Brazil   | V     | Vitinho                                  |
| 28 | Brazil   | KP    | Allan                                    |
| 23 | ARG      | KP    | Thiago Almada                            |
| 5  | Brazil   | KP    | Danilo Barbaso                           |

| #  |        | Poszt | Név                                     |
| -- | ------ | ----- | --------------------------------------- |
| 33 | Brazil | KP    | Carlos Eduardo                          |
| 26 | Brazil | KP    | Gregore                                 |
| 25 | Brazil | KP    | Kauê                                    |
| 70 | PAR    | KP    | Óscar Romero                            |
| 6  | Brazil | KP    | Tchê Tchê                               |
| 27 | Brazil | CS    | Carlos Alberto                          |
| 79 | Brazil | CS    | Fabiano                                 |
| 7  | Brazil | CS    | Luiz Henriquez                          |
| 47 | Brazil | CS    | Jeffinho (kölcsönben a Lyon csapatától) |
| 9  | Brazil | CS    | Luis Henrique                           |
| 99 | Brazil | CS    | Igor Jesus                              |
| 37 | Brazil | CS    | Matheus Martins                         |
| 90 | Brazil | CS    | Matheus Nascimento                      |
| 37 | Brazil | CS    | Júnior Santos                           |
| 10 | VEN    | CS    | Jefferson Savarino                      |
| 9  | Brazil | CS    | Tiquinho                                |
| 67 | Brazil | CS    | Yarlen                                  |

## Ismertebb játékosok
| - Alemão - Amarildo - Bebeto - Brito - Carlos Alberto - Carvalho Leite - Didi - Garrincha | - Gérson - Heleno de Freitas - Jairzinho - Josimar - Leônidas - Marinho Chagas - Mário Zagallo - Mauro Galvão | - Nílton Santos - Caju - Paulo Valentim - Roberto Miranda - Túlio Maravilha - Valdo - Quarentinha |